# Халкбанка а.д.
Халкбанк а.д. је српска банка са седиштем у Београду, Србија, раније позната као "Чачанска банка а.д.", основана 1990. и њене акције се су саставни део корпе BELEXline, једног од главних показатеља кретања на Београдској берзи.
Чачанска банка је основана 1956. године као Комунална банка за срез Чачак. Од 1973. године послује под именом Удружена београдска банка – Основна банка Чачак, услед политичких и економских прилика које су условиле припајање привредних и финансијских организација. Године 1991. банка се организује као деоничарско друштво и мења назив у Беорадска банка – Чачанска банка д.д. Чачак. Од 2000. године Чачанска банка а.д. Чачак послује под данашњим именом као самостално правно лице.
20. марта 2015. године турска Халкбанка (Halk Bankası) купује 76.76 процената власништва над Чачанском банком за 10.1 милион евра, и тако постаје већински власник. Пре куповине од стране турске Халкбанке, банка је имала мрежу од 24 експозитуре широм Србије. 2015. године банка мења име у Халкбанк а.д., и премешта централу у Београд у циљу проширења пословања.